# Buxières-les-Mines
Buxières-les-Mines ist eine französische Gemeinde mit 1.001 Einwohnern (Stand: 1. Januar 2022) im Département Allier in der Region Auvergne-Rhône-Alpes. Sie gehört zum Arrondissement Moulins und zum Kanton Bourbon-l’Archambault. In Bouxières-les-Mines wurde bis in das 20. Jahrhundert Steinkohle gefördert und teilweise verarbeitet.

## Lage
Die Gemeinde Buxières-les-Mines liegt etwa 30 Kilometer westsüdwestlich von Moulins zwischen dem Bandais und seinem Zufluss Morgon. Nachbargemeinden von Buxières-les-Mines sind Ygrande im Norden, Saint-Aubin-le-Monial im Nordosten, Saint-Hilaire im Osten, Rocles und Saint-Sornin im Südosten, Chavenon im Süden, Murat im Südwesten, Tortezais im Südwesten und Westen sowie Vieure im Nordwesten.

## Bevölkerungsentwicklung
| Jahr                       | 1962 | 1968 | 1975 | 1982 | 1990 | 1999 | 2006 | 2015 | 2022 |
| Einwohner                  | 1949 | 1661 | 1379 | 1380 | 1241 | 1180 | 1089 | 1065 | 1001 |
| Quellen: Cassini und INSEE |      |      |      |      |      |      |      |      |      |

## Sehenswürdigkeiten
- Kirche Saint-Maurice aus dem 12. Jahrhundert, Umbauten aus dem 14. Jahrhundert, seit 1886 Monument historique
- Burg La Condemine aus dem 13. Jahrhundert, seit 1928 Monument historique

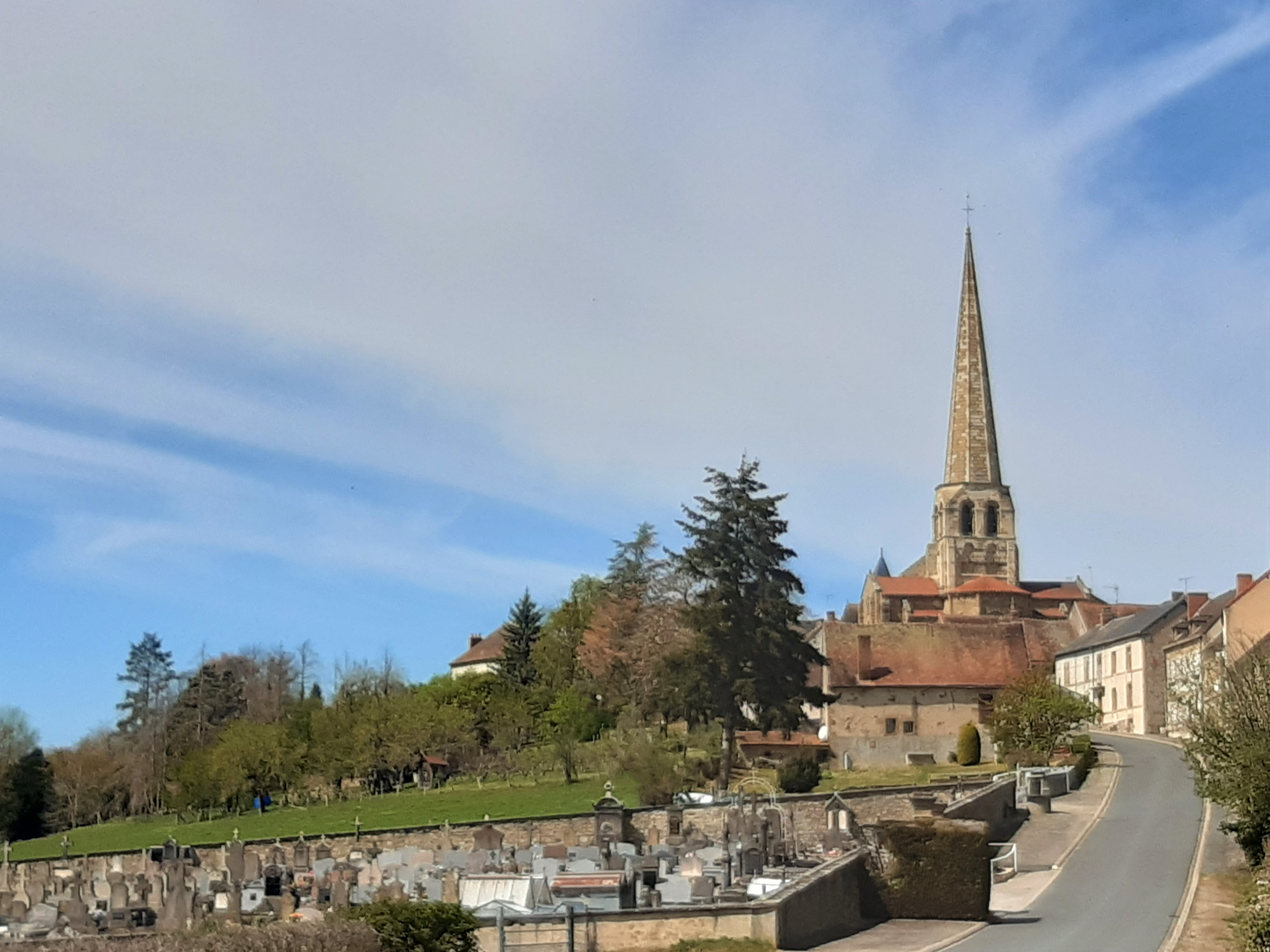
Kirche Saint-Maurice
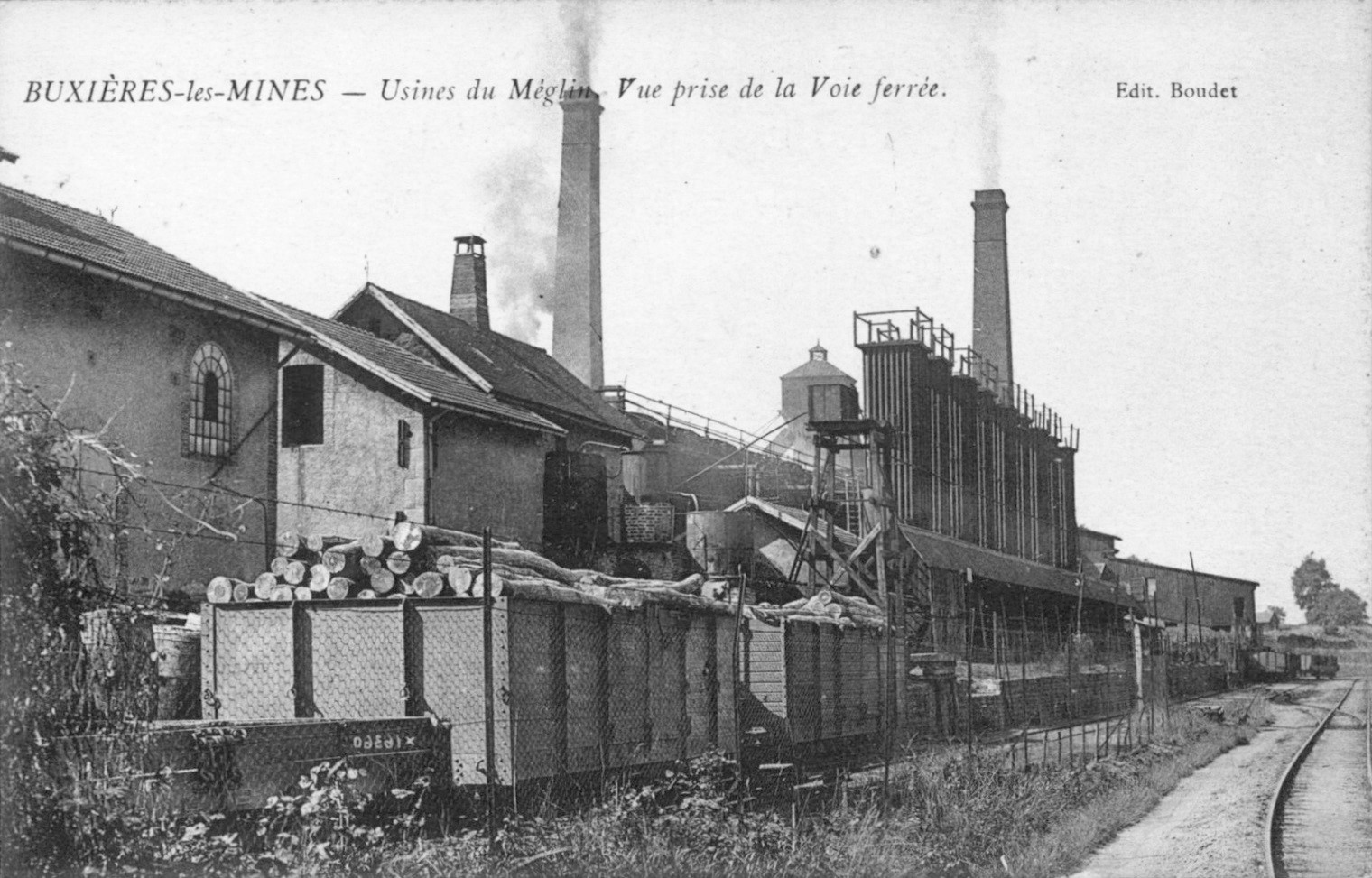
Steinkohle-Bergwerk zu Beginn des 20. Jahrhunderts
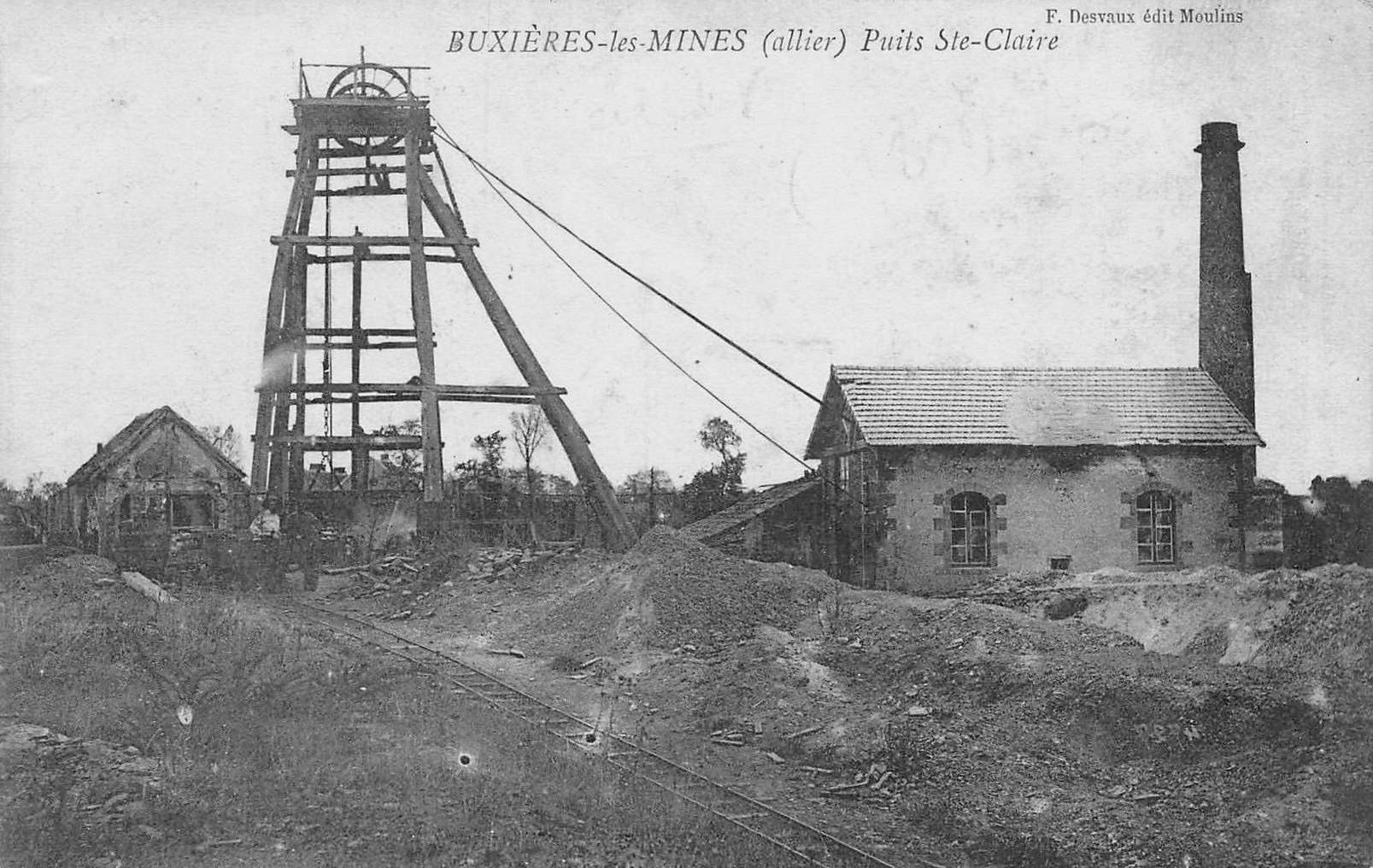
Ehemalige Zeche Saint-Claire

## Persönlichkeiten
- Louis Ganne (1862–1923), Komponist und Dirigent